# RD Prule 67
Maillots
Le Rokometni Društvo Prule 67 était un club de handball slovène qui était basé à Ljubljana.

## Palmarès
Compétitions nationales
- Championnat de Slovénie  (1) : 2002
- Coupe de Slovénie  (1) : 2002

## Joueurs célèbres
- Matjaž Brumen
- Beno Lapajne
- Jure Natek
- Aleš Pajovič
- Iztok Puc
- Uroš Zorman
- Vedran Zrnić